# Ooencyrtus bucculatrix
Ooencyrtus bucculatrix is een vliesvleugelig insect uit de familie Encyrtidae. De wetenschappelijke naam is voor het eerst geldig gepubliceerd in 1883 door Howard.